# 드래곤 길들이기 (소설 시리즈)
《드래곤 길들이기》(영어: How to Train Your Dragon 하우 투 트레인 유어 드래건[*])는 잉글랜드의 작가 크레시다 코웰의 아동 문학 시리즈이다.

## 시리즈
1. Hiccup the Seasick Viking (2000)
2. How to Train Your Dragon (2003)
3. How to Be a Pirate (2004)
4. How to Speak Dragonese (2005)
5. How to Cheat a Dragon's Curse (2006)
6. How to Twist a Dragon's Tale (2007)
7. A Hero's Guide to Deadly Dragons (2008)
8. How to Ride a Dragon's Storm (2008)
9. How to Break a Dragon's Heart (2009)
10. How to Steal a Dragon's Sword (2011)
11. How to Seize a Dragons's Jewel (2012)
12. How to Betray a Dragon's Hero (2013)
13. How to Fight A Dragon's Fury (2013)
14. How to train your dragon 2(2014)
15. How to train your dragon 3(2019)
16. How to train your dragon:homecomming(2019-12)

## 영화
2010년 이 소설을 바탕으로 한 영화가 개봉되었다.
영화 드래곤 길들이기는 드림웍스 스튜디오가 제작한 3D 애니메이션이다.
2010년에 1편이 개봉되었고, 2014년에 2편, 2019년에 시리즈의 마지막인 3편이 개봉되었다.

## 드래곤 길들이기1
2010년 3월 26일 개봉하였으며 딘 데블로이스가 감독으로 참여하였다. 버크 섬에는 바이킹족이 살고 있다. 그리고 주인공 히컵은 버크 섬에 사는 바이킹족 족장의 아들이다. 이 섬에는 드래곤이 끊임없이 침입해오며 그로 인해 전투가 끊이지 않는다. 히컵은 마음이 약하고 힘도 약해서 마을 안에서 미움을 받는 존재이다. 어느 날 히컵은 다른 바이킹 족 사람들에게 인정받기 위해서 드래곤을 죽이기 위해 노력한다. 하지만 히컵은 드래곤을 죽이는 데 실패하고 오히려 드래곤 중에서 가장 강하다는 나이트 퓨리에게 이름도 지어주고 친구가 된다. 하지만 히컵의 아버지는 이 사실을 알고 투슬리스를 이용해서 드래곤들의 둥지를 찾아 드래곤이 다시는 버크 섬에 침입하지 못하게 하려 한다. 하지만 이 과정에서 예상치 못한 강한 적을 만나고 히컵과 투슬리스가 힘을 합쳐서 버크 섬의 사람들을 구한다. 이를 본 족장인 아버지는 투슬리스와 히컵을 인정하고, 드래곤과 함께 버크 섬에서 살아간다.

## 같이 보기
- 드래곤 길들이기 (시리즈)
- 드래곤 길들이기 (2010년 영화)